# Carl Friedrich Fuchs

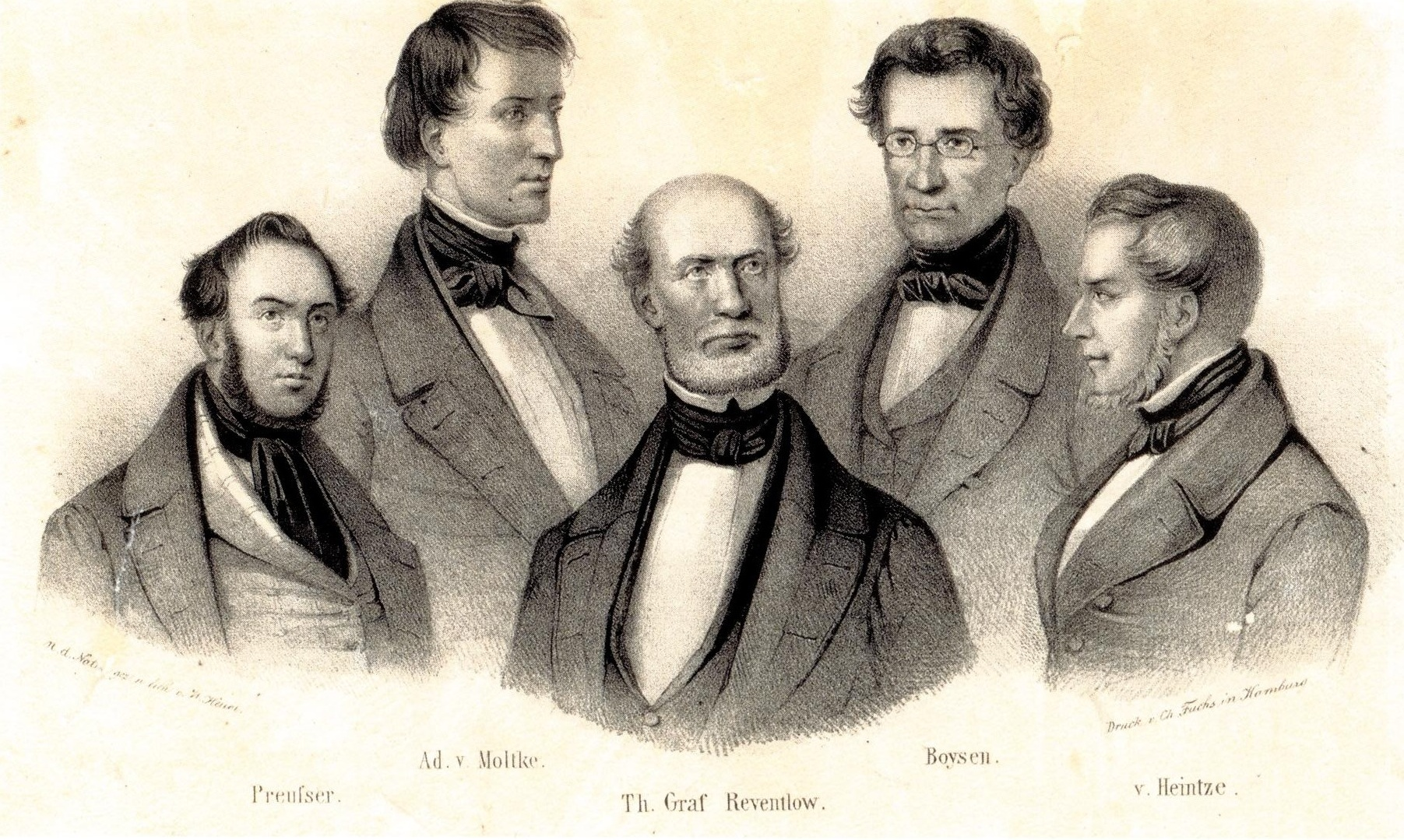
Schleswig-Holsteins samlingsregering 1849. En etsning utförd av Carl Friedrich Fuchs

Carl Friedrich (Charles) Fuchs, född 28 oktober 1802 i Prag, död 5 mars 1874 i Hamburg, var en tysk litograf, etsare och fotograf.
Fuchs utbildade sig till litograf i Strassburg och var verksam i Hamburg från 1832. Han vistades i Stockholm 1851–1854 där han utförde bland annat 14 kolorerade etsningar i sitt bokverk Svenska soldaten under krig och fred som utgavs i Stockholm 1854 samt ett tiotal bibelillustrationer, varav åtta finns vid Nationalmuseum i Stockholm.